# Kraljevina
Kraljevina ili kraljevstvo je oblik monarhije u kojemu državom vladaju kralj i kraljica, a po njihovoj smrti netko od njihovih potomaka ili članova obitelji.
Ovo su današnje kraljevine u svijetu:
1. Kraljevina Belgija
2. Kraljevina Danska
3. Kraljevina Nizozemska
4. Kraljevina Norveška
5. Kraljevina Španjolska
6. Kraljevina Švedska
7. Ujedinjeno Kraljevstvo Velike Britanije i Sjeverne Irske
8. Kraljevina Kambodža
9. Kraljevina Butan
10. Hašemitska Kraljevina Jordan
11. Kraljevina Saudijska Arabija
12. Kraljevina Tajland
13. Ujedinjeni Arapski Emirati
14. Kraljevina Tonga
15. Kraljevina Lesoto
16. Kraljevina Maroko
17. Kraljevina Esvatini

Na području BiH se naziv Kraljevina neko vrijeme koristio i za posjed Kotromanića kojeg su osvojili Osmanlije.